# Hevesi László (színművész)
Hevesi László (Berettyóújfalu, 1995. január 13. –) magyar színművész.

## Életpályája
Gyerekkorát Bárándon töltötte. 2014-ben érettségizett a debreceni Ady Endre Gimnáziumban. 2014–2019 között a Színház- és Filmművészeti Egyetem színművész szakos hallgatója, osztályfőnöke Zsótér Sándor és Börcsök Enikő. 2019-től a Thália Színház tagja.

## Színházi szerepek

### 2016
- Marieluise Fleißer: Az ingolstadti invázió – Ódry Színpad; r.: Szilágyi Bálint
- Szirmai Albert-Bakonyi Károly- Gábor Andor: Mágnás Miska – Ódry Színpad; r.: Börcsök Enikő – Nagy Norbert

### 2017
- Georg Büchner: Woyzeck – Ódry Színpad; r.: Nagy Norbert
- 1089 (színház az orrod hegyén)- Ódry Színpad; r.:Kárpáti Péter
- Euripidész: Helené – Ódry Színpad; r.: Szokol Judit
- Szopholkész: Antigoné – Karsai György beavatószínháza- Ódry Színpad; r.:Szilágyi Bálint
- Tom Schulman: Holt költők társasága – Veszprémi Petőfi Színház; r.: Funtek Frigyes
- Szép Ernő: Vőlegény – Orlai Produkciós Iroda, r.: Novák Eszter

### 2018
- Éden (John Steinbeck Édentől keletre című regénye nyomán) – Ódry Színpad; r.: Kelemen József
- Kárpáti Péter: Díszelőadás – Titkos Társulat – Trafó; r.: Kárpáti Péter
- Euripidész: Alkésztisz – Ódry Színpad; r.: Szokol Judit
- Albert Camus: Caligula- Vörösmarty Színház; r.: Nagy Péter István
- William Shakespeare: A velencei kalmár – Ódry Színpad; r.: Zsótér Sándor
- Nyikolaj Erdmann: Az Öngyilkos – Forte Társulat; r.: Horváth Csaba
- Racine/Strindberg – Ódry Színpad; r.: Fekete Ádám

### 2019
- Weöres Sándor: Octopus, avagy Szent György és a Sárkány – Ódry Színpad; r.: Nagy Péter István
- Arisztophanész: Lüszisztraté – Ódry Színpad; r.: Szilágyi Bálint
- Kemény Lili: B monitor – Ódry Színpad; r.: Kemény Lili
- Füstös (Lakatos Menyhért Füstös képek című regénye nyomán)- Ódry Színpad; r.: Nagy Henrik
- Karamazovok (Dosztojevszkij Karamazov testvérek című regénye nyomán)- Ódry Színpad; r.: Zsótér Sándor
- Heinrich von Kleist: Kohlhaas Mihály; – Ódry Színpad; r.: Antal Bálint
- Eisemann Mihály- Éri-Halász Imre- Békeffi István: Egy csók és más semmi – Thália Színház; r.: Juronics Tamás
- Joe Orton: A kulcslyukon át – Thália Színház, (szerepátvétel) r.: Fehér Balázs Benő

### 2020
- Hárs Anna: Seb – RS9 Színház; r.: Farkas Ádám
- Yasmina Reza: Művészet – Thália Színház; r.: Béres Attila
- Institute of Truth – Kudi Project;
- László Miklós: Illatszertár – Thália Színház; r.: Béres Attila
- Oscar – Thália Színház; (szerepátvétel) r.: Vida Péter
- Ad Absurdum- TRIP hajó; (koreográfus, mint Sir Theofilter) r.: Gardenö Klaudia
- Idővonal sétaszínház- East End (narrátor) r.: Gardenö Klaudia[7]

### 2021
- Hajdu Szabolcs: Ernelláék Farkaséknál- Hatszín Teátrum; r.: Hargitai Iván
- Woody Allen: Lövések a Broadwayn- Thália Színház; r.: Béres Attila
- Badily (TIE) r.: Sárosi Gábor
- Agatha Christie- Ken Ludwig: Gyilkosság az Orient Expresszen- Thália Színház; (szerepátvétel) r.: Szirtes Tamás

### 2022
- Örkény István:  Pisti a vérzivatarban- Auróra r.:Gardenö Klaudia
- Akhilleusz pajzsa- A Találkozások Homérosszal című beavatószínházi sorozat VII. része- Freeszfe, Pinceszínház r.: Sahin-Tóth Sára
- Az Érpataki modell- Három Holló r.: Kabdebon Dominik
- Henry Lewis-Jonathan Sayer-Henry Shields: Komédia egy bankrablásról- Thália Színház r.: Kelemen József
- Komán Attila: K utazásai- Vígszínház; (koreográfus, mint Sir Theofilter) r.: Gardenö Klaudia
- Loki (TIE)-Kerekasztal Színház;(szerepátvétel), r.: Tárnoki Márk

### 2023
- Ion Caragiale: Farsang- Thália Színház; r.: Keszég László
- Charles- Ferdinanad Ramuz- Igor Stravinsky-Alekszandr Nyikolajevics Afanaszjev: A katona története- Trafó; r: Gardenö Klaudia
- Petőfi Sándor: János Vitéz- Kultkikötő- Összpróba Alapítvány; r.: Szilágyi Bálint
- Marx-Fischer: Nőt vagy életet!- Thália Színház; r.: Paczolay Béla
- Textúra-Magyar Nemzeti Galéria; r.: Éry Franciska
- Joe Orton: Szajré-Thália Színház; r.: Szervét Tibor

### 2024
- Beischer Matyó Tamás- Mechler Anna: A rózsát nevető királykisasszony- Magyar Rádió Énekkara r.: Hevesi László
- Eugène Labiche: Nyakamon a nászmenet- Thália Színház r.: Kelemen József
- Göttinger Pál: Madám Bizsu- Thália Színház r.: Göttinger Pál
- Marék Veronika-Jeli Viktória- Kippkopp és Tipptopp- Kultkikötő- Összpróba Alapítvány- Thália Színház r.:Mórocz Adrienn
- Kárpáti Péter: Térkép a túlvilágról – Trafó-Maszk Egyesület- Füge Produkció r.: Kárpáti Péter
- Georges Feydeau- A hülyéje- Thália Színház r.: Kelemen József

### 2025
- Cseh Tamás, Bereményi Géza, Másik János, Novák János: Fehér babák- Thália Színház r.: Görög László[8]

- Svraka-Gévai Júlia, Furák Péter, Hujber Szabolcs, Ember Márk: Életed hétvégéje- Kultkikötő- Összpróba Alapítvány- Thália Színház r.:Ember Márk
- Peter Handke: Kaspar -Trafó Kortárs Művészetek Háza r.: Sahin-Tóth Sára[9]

## Filmes és televíziós szerepei
- Thália Szilveszter (2018)[10]
- Békeidő (2020) r.: Hajdu Szabolcs[11]
- Ecc-pecc- tévéjáték (2021) r.: Madarász István[12]
- Kerényi Mária, 41, 1970. július r.: Misota Dániel[13]
- Harmadnap (2023) r.: Török Marcell[14]
- Négy apró történet (2022) r.: Márton István
- Ica és a másvilág (2025) r.: Török Marcell[15]

## Díjai és kitüntetései
- Máthé Erzsi Alapítvány díja (2019)[16]
- Soós Imre-díj (2025)[17]